# لزلی آزبورن
لزلی آزبورن (انگلیسی: Leslie Osborne؛ زادهٔ ۲۷ مهٔ ۱۹۸۳) یک بازیکن فوتبال اهل ایالات متحده آمریکا است.
آزبورن در باشگاه‌های گلد پراید، بوستون بریکرز و شیکاگو رد استارز بازی کرده‌است.
وی همچنین در تیم ملی فوتبال ایالات متحده آمریکا بازی کرده‌است.